# Albertine disparue
Albertine disparue, originellement titré La Fugitive et parfois édité sous cet autre titre, est le sixième et avant-dernier tome de À la recherche du temps perdu de Marcel Proust, paru en 1925 à titre posthume.

## Origine et titre
L'ampleur prise par les épisodes centrés sur le personnage d'Albertine, qui devaient initialement faire partie de Sodome et Gomorrhe, obligea Proust à découper l'ensemble en deux tomes, relativement brefs par rapport aux autres, dont les titres devaient se répondre : La Prisonnière et La Fugitive. Toutefois, la publication à l'été 1922 d'un roman de Rabindranath Tagore intitulé La Fugitive (traduction de The Fugitive) contraignit Proust à changer ses plans. Il envisagea un temps de publier les deux tomes, indissociables sur le plan narratif, sous le titre de Sodome et Gomorrhe III, ou Sodome et Gomorrhe III et IV. Ce n'est que dans des dactylogrammes tardifs, et longtemps crus posthumes, qu'apparaît le titre Albertine disparue. Proust écrit : « Ici commence Albertine disparue suite du roman La Prisonnière ».

## Résumé
L’incipit d’Albertine disparue, contient en germe le nœud du drame : à l'annonce de Françoise, la domestique du narrateur, « « Mademoiselle Albertine est partie ! » répond ce constat du Narrateur « Comme la souffrance va plus loin en psychologie que la psychologie ! ». En effet, Albertine disparue constitue une analyse de la souffrance amoureuse, qu’atténue lentement – « dans le temps » – le travail du deuil et de l'oubli.
Dans le chapitre I, le narrateur essaie pourtant de faire revenir Albertine chez lui par tous les moyens après le départ de celle-ci (il feint l’indifférence, envoie son influent ami Saint-Loup, promet à Albertine l’achat d’un yacht et d’une Rolls-Royce, etc). Mais tous ses efforts sont vains ; Albertine en effet meurt dans un accident de cheval (cet épisode n'est pas sans rappeler, toutes proportions gardées et sans tomber dans le biographisme que récuse Proust, la mort d’Alfred Agostinelli, secrétaire et amant de Proust, lui aussi prisonnier, fugitif, puis disparu dans un accident d’avion). Le narrateur apprend par la suite qu’Albertine s’était décidée à revenir vivre auprès de lui. L’oubli fait alors progressivement son œuvre dans la vie du narrateur, atténuant sa souffrance.
Au début du chapitre II, le narrateur revoit, sans la reconnaître de prime abord, Gilberte Swann, son ancien amour de Combray, devenue Mlle de Forcheville par adoption. Cette rencontre prend d'autant plus de force que le narrateur n'hésite pas à comparer son oubli progressif et définitif de Gilberte (quand il était plus jeune) à celui qui le menace quant à Albertine. De fait, à la fin du chapitre II, son amour pour Albertine n'est plus ; il peut désormais partir pour Venise, puisque seule la présence (réelle ou virtuelle) d'Albertine l'en empêchait.
Le récit se poursuit donc à travers l’évocation d’un voyage à Venise. Ce séjour représente pour le narrateur comme un dernier adieu à la jeunesse et aussi, d’une certaine façon, à sa mère, à travers l'épisode qui clôt le chapitre III : le narrateur, intéressé par la baronne Putbus, refuse de partir avec sa mère, mais finit par la rejoindre in extremis à la gare. C'est aussi une magnifique évocation poétique de la Cité des Doges (lire par exemple la description des fresques de Saint-Marc longuement contemplées par le narrateur, et qui lui rappellent une robe portée par Albertine).
Le quatrième et dernier chapitre d’Albertine disparue, ouvre sur le dernier tome de la Recherche, Le Temps retrouvé, puisque y est évoqué le mariage de Gilberte Swann avec le marquis de Saint-Loup, dont Le Temps retrouvé reparlera. On remarque surtout que la fin de ce tome fait le lien avec Du côté de chez Swann : le côté de Méséglise et le côté de Guermantes se trouvent désormais mêlés, et l'amour de Gilberte ainsi que celui d'Albertine sont tous deux définitivement oubliés.

## Découverte de la dactylographie originale en 1986
La première édition d’Albertine disparue (posthume, en 1925) fut établie à partir d’un double de la dactylographie de Proust. En 1986, l’original de cette dactylographie, que Proust était en train de profondément remanier au moment de sa mort, fut découvert. Cette découverte a été intégrée dans l’édition de 1992 de Garnier-Flammarion (Jean Milly), et dans celle de 1993 du Livre de Poche (Nathalie Mauriac).
Ainsi la généalogie du livre est complexe. Tantôt appelé Albertine disparue tantôt La Fugitive, le volume a fait l'objet d'une multitude de publications ; de 1925 à 1994 six versions distinctes ont été publiées,.
| Année | Titre                                      | Éditeur                              | Texte établi par                                                   | Remarques |
| ----- | ------------------------------------------ | ------------------------------------ | ------------------------------------------------------------------ | --- |
| 1925  | Albertine disparue                         | Gallimard                            | Dr Robert Proust, J. Rivière, J. Paulhan, B. Crémieux et G. Marcel | Corrections de R. Proust et de l'équipe de la N.R.F. |
| 1932  | Albertine disparue                         | Gallimard coll. "A la Gerbe"         | N.R.F.                                                             | À partir de l'édition de 1925 |
| 1954  | La Fugitive                                | Gallimard - La Pléiade               | P. Clarac et A. Ferré                                              | À partir des cahiers manuscrits XII à XV donnés à l'éditeur par Suzy Mante-Proust, fille de Robert Proust Corrections abusives de 1925 effacées                 |
| 1954  | Albertine disparue                         | Gallimard                            |                                                                    | Division, en quatre chapitres titrés, empruntée à l'édition de 1925                                                                                             |
| 1967  | Albertine disparue                         | Gallimard et Le Livre de Poche       |                                                                    | Identique à l'édition "La Pléiade" de 1954 sauf le titre |
| 1972  | Albertine disparue                         | Folio (Gallimard)                    |                                                                    | Identique Gallimard 1967 |
| 1986  | La Fugitive                                | GF-Flammarion                        | Jean Milly                                                         | |
| 1987  | La Fugitive (Albertine disparue)           | Robert Laffont                       |                                                                    | |
| 1989  | Albertine disparue                         | Gallimard - La Pléiade               | Anne Chevalier et Jean-Yves Tadié                                  | Première édition à disposer de tous les éléments manuscrits Titre Albertine disparue (La Fugitive) en quatrième de couverture                                   |
| 1990  | Albertine disparue                         | Folio (Gallimard)                    |                                                                    | Identique Gallimard 1989 |
| 1992  | Albertine disparue                         | Gallimard coll. "blanche" et "Folio" | Anne Chevalier                                                     | Reprend l'édition "La Pléiade" de 1954 Division en quatre chapitres maintenue mais sans titre Titre Albertine disparue (La Fugitive) en quatrième de couverture |
| 1993  | La Fugitive (Cahiers d'Albertine disparue) | Le Livre de Poche                    | Nathalie Mauriac Dyers                                             | Texte intégral des cahiers XII à XV du manuscrit dit "au net" rédigé par Proust en 1916 et 1917 et enrichi d'additions jusqu'en 1992                            |

## Livre audio
- Marcel Proust (auteur) et Denis Podalydès (narrateur), Albertine disparue, Paris, Éditions Thélème, 16 novembre 2006 (ISBN 978-2-87862-522-6, BNF 41477539)Support : 10 disques compacts audio ; durée : 11 h 44 min environ ; référence éditeur : Éditions Thélème 825.